# آيت عفان الغربية (إمي نولاون)
آيت عفان الغربية هي إحدى مشيخات المملكة المغربية، تتبع جغرافيا لإقليم ورززات وإداريًا لإمي نولاون. يقدر عدد سكانها بـ 2472 نسمة حسب الإحصاء الرسمي للسكان والسكنى لسنة 2004.